# Carlisle United Football Club 2019-2020
Questa voce raccoglie le informazioni riguardanti il Carlisle United Football Club nelle competizioni ufficiali della stagione 2019-2020

## Maglie e sponsor
Lo sponsor tecnico per la stagione 2019-2020 è Erreà, mentre lo sponsor ufficiale è Edinburgh Woollen Mill.
| Manica sinistra · Manica sinistra · Maglietta · Maglietta · Manica destra · Manica destra · Pantaloncini · Pantaloncini · Calzettoni · Calzettoni | Manica sinistra · Manica sinistra · Maglietta · Maglietta · Manica destra · Manica destra · Pantaloncini · Pantaloncini · Calzettoni · Calzettoni |  |

## Rosa
| N. |                        | Ruolo | Calciatore                |
| -- | ---------------------- | ----- | ------------------------- |
| 1  | Inghilterra (bandiera) | P     | Joe Fryer                 |
| 2  | Inghilterra (bandiera) | C     | Gary Miller               |
| 3  | Inghilterra (bandiera) | D     | Danny Grainger (capitano) |
| 4  | Inghilterra (bandiera) | C     | Gary Liddle               |
| 5  | Irlanda (bandiera)     | D     | Anthony Gerrard           |
| 6  | Inghilterra (bandiera) | D     | Tom Parkes                |
| 7  | Inghilterra (bandiera) | C     | Jason Kennedy             |
| 8  | Inghilterra (bandiera) | C     | Mike Jones                |
| 9  | Inghilterra (bandiera) | A     | Hallam Hope               |
| 10 | Irlanda (bandiera)     | C     | Jamie Devitt              |
| 11 | Inghilterra (bandiera) | C     | George Glendon            |
| 12 | Inghilterra (bandiera) | D     | Macauley Gillesphey       |
| 14 | Inghilterra (bandiera) | A     | Richie Bennett            |
| 15 | Inghilterra (bandiera) | C     | Regan Slater              |

| N. |                        | Ruolo | Calciatore     |
| -- | ---------------------- | ----- | -------------- |
| 16 | Inghilterra (bandiera) | A     | Adam Campbell  |
| 17 | Inghilterra (bandiera) | A     | Jerry Yates    |
| 18 | Inghilterra (bandiera) | C     | Jack Sowerby   |
| 19 | Inghilterra (bandiera) | P     | Luke O'Reilly  |
| 20 | Inghilterra (bandiera) | D     | Kieron Olsen   |
| 21 | Inghilterra (bandiera) | C     | Kelvin Etuhu   |
| 22 | Inghilterra (bandiera) | A     | Max Brown      |
| 23 | Inghilterra (bandiera) | A     | Ashley Nadesan |
| 24 | Inghilterra (bandiera) | C     | Sam Adewusi    |
| 25 | Inghilterra (bandiera) | C     | Jordan Holt    |
| 26 | Inghilterra (bandiera) | C     | Jack Egan      |
| 27 | Inghilterra (bandiera) | A     | Liam McCarron  |
| 29 | Galles (bandiera)      | P     | Louis Gray     |
| 30 | Inghilterra (bandiera) | P     | Adam Collin    |